# Тьендребеого, Ирен
Ирен Димваогдо Тьендребеого (фр. Irène Dimwaogdo Tiendrébéogo; род. 27 февраля 1977, Уагадугу) — легкоатлетка из Буркина-Фасо, специалистка по прыжкам в высоту. Выступала на профессиональном уровне в 1994—2003 годах, чемпионка Африки, обладательница двух серебряных медалей Всеафриканских игр, действующая рекордсменка страны на открытом стадионе и в помещении, участница летних Олимпийских игр в Атланте.

## Биография
Ирен Тьендребеого родилась 27 февраля 1977 года в Уагадугу, Республика Верхняя Вольта.
Впервые заявила о себе на международном уровне в сезоне 1994 года, когда вошла в состав национальной сборной Буркина-Фасо и выступила на юниорском африканском первенстве в Алжире, где в зачёте прыжков в высоту выиграла серебряную медаль.
В 1995 году на юниорском африканском первенстве в Буаке вновь стала серебряной призёркой в прыжках в высоту. Также в этом сезоне принимала участие в чемпионате мира в Гётеборге, завоевала серебряную награду на Всеафриканских играх в Хараре.
В 1996 году одержала победу на чемпионате Африки в Яунде. Благодаря череде удачных выступлений удостоилась права защищать честь страны на летних Олимпийских играх в Атланте — на предварительном квалификационном этапе прыжков в высоту показала результат 1,80 метра, чего оказалось недостаточно для выхода в финальную стадию соревнований.
На чемпионате мира 1997 года в Афинах провалила все три свои попытки, тогда как на Играх франкофонов в Антананариву взяла бронзу.
В 1998 году превзошла всех соперниц на зимнем чемпионате Франции в Бордо, установив при этом ныне действующий национальный рекорд Буркина-Фасо в прыжках в высоту в помещении — 1,81 метра. Позднее выиграла серебряные медали на летнем чемпионате Франции в Дижоне и на чемпионате Африки в Дакаре.
В 1999 году на чемпионате Франции в Ньоре завоевала золото и установила ныне действующий национальный рекорд Буркина-Фасо в прыжках в высоту на открытом стадионе — 1,94 метра. Позднее выступила на чемпионате мира в Севилье, стала серебряной призёркой на Всеафриканских играх в Йоханнесбурге.
Представляла Монако на Играх малых государств Европы в 1999, 2001 и 2003 годах.